# 洪忠中
洪忠中（1964年7月19日—），印尼语名艾迪·哈托諾·阿爾比，已退役印尼男子羽球運動員，全盛時代為1980年代後期至1990年代初期。洪忠中出道時曾短暫作為單打選手出賽，隨後專攻雙打，並以霊活的控球與流暢的打法而聞名。他的哥哥洪忠和與弟弟哈里揚托·阿爾比都是知名羽球運動員。

## 生涯
洪忠中曾經獲得許多國際比賽男子雙打的獎牌，其中大部分都是與隊友郭宏源搭配，曾獲得的各國錦標賽冠軍，包括日本公開賽（1987）、印尼公開賽（1989, 1992）、荷蘭公開賽（1989, 1992）、新加坡公開賽（1990）與泰國公開賽（1991）。另外，也曾贏得世界羽毛球大獎賽總決賽 （1990）、東南亞運動會（1991）、著名的全英公開賽（1992），並獲得1992年巴塞隆納奧運會羽毛球比賽男雙銀牌。
洪忠中也曾經獲得多項國際混合雙打比賽冠軍，並與維拉華蒂·法吉林搭擋獲得1989年世界羽毛球錦標賽銀牌。

## 外部連結
- BWF Player Profile[永久]
- KONI profile （页面存档备份，存于）
- dataOlympics profile